# Adolfo Duque
Adolfo Duque Pradera (n. 1915) fue un periodista español.

## Biografía
Nació en 1915, realizó estudios de filosofía y letras en la Universidad Central de Madrid. En 1936 empezó a trabajar como periodista para el Diario de Avisos de Santa Cruz de La Palma. Duque llegó a autodefinirse como un periodista «accidental». Tras el estallido de la Guerra civil se puso al servicio de las fuerzas sublevadas y colaboró con medios pertenecientes a la Prensa del «Movimiento». Pasó a dirigir el diario falangista Imperio, en Zamora. Secretario personal del político falangista Carlos Pinilla Turiño, en 1940 este —que había sido nombrado gobernador civil de León— le nombró director del diario Proa. Con posterioridad trabajó como secretario particular del ministro de la gobernación Blas Pérez González, labor que desarrolló entre 1942 y 1957.
Tras el cese ministerial de Blas Pérez, en 1957, Duque se dedicó a actividades en el sector privado. Llegó a trabajar para la compañía petrolera Hispanoil.